# Opuntia jamaicensis
Opuntia jamaicensis, és una espècie fanerògama que pertany a la família de les cactàcies. És nativa de Centreamèrica a Jamaica.

## Descripció
Opuntia jamaicensis és un arbust que creix amb múltiples branques ascendents i assoleix una grandària de fins a 1 metre d'altura. Forma una tija de color verd mat, prim, lleugerament inclinat, en forma d'ou, disminuint a la seva base i amb seccions de 7 a 13 cm de llarg i de 5 a 7.5 centímetres d'ample. Les arèoles fan fins a 2,5 cm, amb dos (rarament un a cinc) espines aciculars, desiguals de color blanc i de fins a 2,5 cm. Les flors lluminoses de color groc sofre tenen una franja de color vermellós i arriben a un diàmetre de fins a 4 cm. Les fruites vermelles amb forma de pera, són de 3,5 a 4 cm de llarg.

## Taxonomia
Opuntia jamaicensis va ser descrita per Britton i Harris i publicat a Torreya 11: 130. 1911.
Etimologia
Opuntia: nom genèric que prové del grec emprat per Plini el Vell per a una planta que va créixer al voltant de la ciutat d'Opus a Grècia.
jamaicensis: epítet geogràfic que al·ludeix a la seva localització a Jamaica